# ISO 13833
Die ISO 13833 ist eine ISO-Norm und als EN ISO 13833 Europäische Norm, die Verfahren zur Bestimmung des Anteils biogenen Kohlenstoffdioxids (CO2) am Gesamtgehalt des Kohlenstoffdioxids in einem Emissionstrom standardisiert.
Die Norm wurde von den technischen Komitees der Internationale Organisation für Normung (ISO) in Zusammenarbeit mit dem Europäischen Komitee für Normung (CEN) im Fachgebiet Luftbeschaffenheit erarbeitet und im Juli 2013 als internationale Norm veröffentlicht. Sie legt Einzelheiten für Verfahren der Probenahme und Messung des biogenen CO2 im Abgas stationärer Emissionsquellen anhand der Bestimmung des Radiokarbon-Gehalts (Kohlenstoffisotop 14C) fest. Ziel der Norm ist es, eine Grundlage für verlässliche Daten zu biogenen CO2-Emissionen zu schaffen. Diese Daten werden sowohl im Emissionsrechtehandel als auch für Treibhausgasinventare benötigt.
Die Norm unterscheidet zwischen CO2 aus fossilen Quellen und biogenem CO2. Fossile Quellen sind beispielsweise Kohle, Öl oder Erdgas. Bei der Kohleverbrennung entstehen 100 % fossiles CO2. Biogen im Sinn der Norm sind Stoffe, die durch lebende Organismen in natürlichen Prozessen entstanden sind und weder fossilisiert sind noch aus fossilen Ressourcen herrühren. Biogenes CO2 entsteht bei der Verbrennung von Biomasse, also zum Beispiel Biogas, Holz oder Stroh. Wird etwa Altholz verbrannt, dann entstehen 95–100 % biogenes CO2 und 0–5 % fossiles CO2, das von Lackresten, Farbstoffen oder Imprägnierungen kommt. Brennstoffgemische können variable Gehalte an biogenem und fossilem CO2 enthalten.
Die biogene Fraktion an CO2 in den Verbrennungsgasen kann grundsätzlich mittels Wägen der Einsatzstoffe und Multiplikation mit einem Emissionsfaktor bestimmt werden oder durch die sogenannte biogene CO2-Messung, die Gegenstand der ISO 13833 ist. In diesem Verfahren wird eine repräsentative Gasprobe dem Abgasstrom entnommen, das CO2 in einer Kartusche angereichert und die Kartusche nach abgeschlossener Probenahme in einem Radiokarbonlabor auf den 14-Gehalt analysiert (→ Radiokarbonmethode). Die Norm beschreibt drei Alternativverfahren zur Bestimmung des 14C-Gehalts in der Probe: die Beschleuniger-Massenspektrometrie, Flüssigszintillationszählverfahren und die Beta-Ionisationsmessung (Messung der beim Zerfall des 14C entstehenden Betastrahlung mit einem Gasproportionalzähler). Die Verfahren unterscheiden sich in ihrer Genauigkeit.
Analyseergebnis ist das Verhältnis von 14C in der Probe relativ zum 14C in einem standardisierten Referenzmaterial, dessen Kohlenstoff vollständig biogen ist. Angegeben wird das Verhältnis in percentage modern carbon (pmC, Prozent modernen Kohlenstoffs). Die Unterscheidung zwischen biogenem und fossilem CO2 nach EN ISO 13833 beruht auf der Absenz des Kohlenstoffisotops 14C in fossilen Brennstoffen (pmC-Wert 0), während Kohlenstoff aus nachwachsenden Brennstoffen (Holz, Schilf, Getreide etc.) einen pmC-Wert von 105 aufweist. Eine Ungenauigkeit des Verfahrens rührt daher, dass der 14-C-Gehalt von Biomasse abhängig vom Wuchsort und -zeit Schwankungen unterliegt.
Die biogene CO2-Messung eignet sich bei einem biogenen Anteil am Gesamt-CO2 in Höhe von 2–100 %. In der Norm werden Strategien einer stündlichen bis monatlichen Entnahme von Proben vorgegeben. Interessant ist die biogene CO2-Messung für Industrieanlagen, die verschiedenste Brennstoffe, teils biogen, teils fossil, verbrennen, um einen genauen Messwert für die Jahresemission an fossilem CO2 in Tonnen/Jahr zu erhalten. Durch Messung über das gesamte Jahr wird ein Summenwert ermittelt, der für Emissionserklärungen herangezogen wird. Biomasse gilt als CO2-neutral, weil bei ihrer Verbrennung nicht mehr CO2 emittiert wird, als sie beim Wachstum aus der Atmosphäre aufgenommen hat. Für Emissionen aus Biomasse müssen Anlagenbetreiber im EU-Emissionshandel keine Emissionszertifikate abgeben. In nationalen Inventarberichten nach den Richtlinien des Weltklimarates IPCC werden CO2-Emissionen aus der stationären Verbrennung von Biomasse eigens ausgewiesen.